# رودني ديفيز
رودني ديفيز (بالإنجليزية: Rodney Davies)‏ هو لاعب دوري الرغبي أسترالي، ولد في 18 مايو 1989 في روكامبتون في أستراليا.

## وصلات خارجية
- رودني ديفيز عل موقع إسبنسكروم (الإنجليزية)
- رودني ديفيز على موقع ItsRugby.co.uk (الإنجليزية)